# سلتیبری‌ها

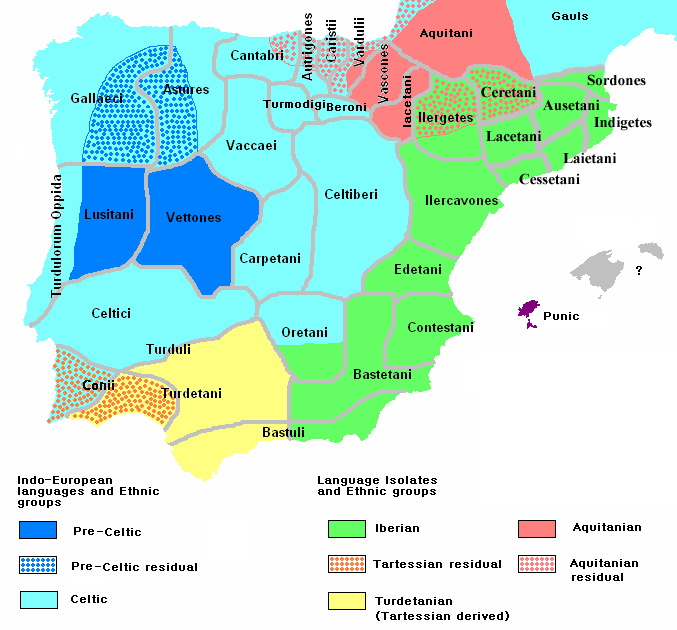
گستره قومی شبه جزیره آیبریا در قرن دوم قبل از میلاد توصیف شده توسط باستان‌شناس پرتغالی لوویس فراگا دا سیلوا.

سلتیبری‌ها یا سلت‌های ساکنان شبه جزیره آیبریا، مردمانی در دوران باستان بودند که از غرب تا مرکز و از مرکز تا شمال شرقی این شبه قاره پراکنده شده بودند.
استرابو آنها را به صراحت در زمره سلتی‌ها قرار می‌دهد.
این اقوام عمدتاً به زبان سلتیبریایی سخن می‌گفتند و برای نوشتن از الفبای آیبریایی و نوعی خط سلتیبری بهره می‌جستند. بر اساس کتیبه‌هایی که در این ناحیه یافت شده‌است، محققان این زبان را در دسته زبان‌های سلتی و زیر شاخه سلتی-اسپانیایی (سلتیبریایی) طبقه‌بندی می‌کنند. باستان‌شناسی رسماً ارتباط نزدیک سلتی و سلتیبریا را تأیید می‌کند اما تفاوت بزرگی بین فرهنگ هالستات (Hallstatt culture) و فرهنگ لا تنه (La Tène culture) وجود دارد.
در نوشته‌های قدیمی و همچنین نظرات تاریخ شناسان معاصر تعریف دقیقی از سرزمین سلتیبریایی‌ها موجود نیست.
اما رودخانه ایبرو مرز واضحی بود که مردم سلتیبری را از مردم غیر هندو اروپایی جدا می‌کرد.
از طرفی، مرزبندی بین قبایل کمتر مشخص است. اکثر محققان قبایل: کانتابری، سستانی، تیتی (titti)، لوسونس (Lusones)، آرواسی (Arevaci)، پلندونس (Pellendones) و بلی (Belli) را به عنوان قبایل بزرگ و با اصالت سلتیبری، و گاهی اوقات از اولکادس (Olcades)، کارپتانی (Carpetani) واکسایی (Vaccaei)، برونس (Berones) و لوبتانی (Lobetani) را نیز در این دسته قرار می‌دهند.
برای اولین بار رومیان در سال ۱۹۵ قبل از میلاد وارد این قسمت از آیبریا شدند و در سال ۷۵ قبل از میلاد به صورت کامل به یک استان رومی با نام هیسپانیا سیتریور تبدیل تبدیل شد.
سلتیبریان تحت سلطه مبارزه طولانی را با اشغالگران رومی به راه انداختند و قیام‌هایی را در ۱۹۵–۱۹۳ قبل از میلاد، ۱۸۱–۱۷۹ قبل از میلاد، ۱۵۳–۱۵۱ قبل از میلاد و ۱۴۳–۱۳۳ قبل از میلاد برپا کردند. در سال ۱۰۵ قبل از میلاد، جنگجویان سلتیبری، قبیله کیمبری (Cimbri) ژرمنی را در جنگ کیمبریان (Cimbrian) (113-101 قبل از میلاد) از اسپانیا بیرون راندند و همچنین نقش مهمی در جنگ سرتوریان (Sertorian) (80-72 قبل از میلاد) ایفا کردند.

## ریشه‌شناسی
کلمه سلتیبری در نوشته‌های دیودوروس سیکولوس آپیان و مارسیال که ارتباط درونی میان سلت‌ها و ایبری‌ها را پس از یک دوره جنگ مداوم میان آنها را گزارش می‌کنند، ظاهر می‌شود، اگرچه بری کانلیف می‌گوید: «این موضوع دارای حدس و گمان است. «استرابون فقط سلتیبری‌ها را شاخه ای از سلتی‌ها می‌شناخت. پلینی بزرگ فکر می‌کرد که خانه اصلی سلت‌ها در ایبریا، قلمرو سلتی‌ها در جنوب غربی است که این نتیجه‌گیری بر اساس هویت آیین‌های مقدس، زبان و نام شهرها بود.